# Шумівці
Шу́мівці —  село в Україні, у Розсошанській сільській громаді Хмельницького району Хмельницької області. До 2018 орган місцевого самоврядування — Шумовецька сільська рада.

## Населення
Населення становить 635 осіб.

### Мова
Розподіл населення за рідною мовою за даними перепису 2001 року:
| Мова       | Відсоток |
| ---------- | -------- |
| українська | 96,22%   |
| російська  | 3,46%    |

## Місцева рада
У селі є бібліотека, школа, дитячий сад, сауна, ферма.

## Галерея

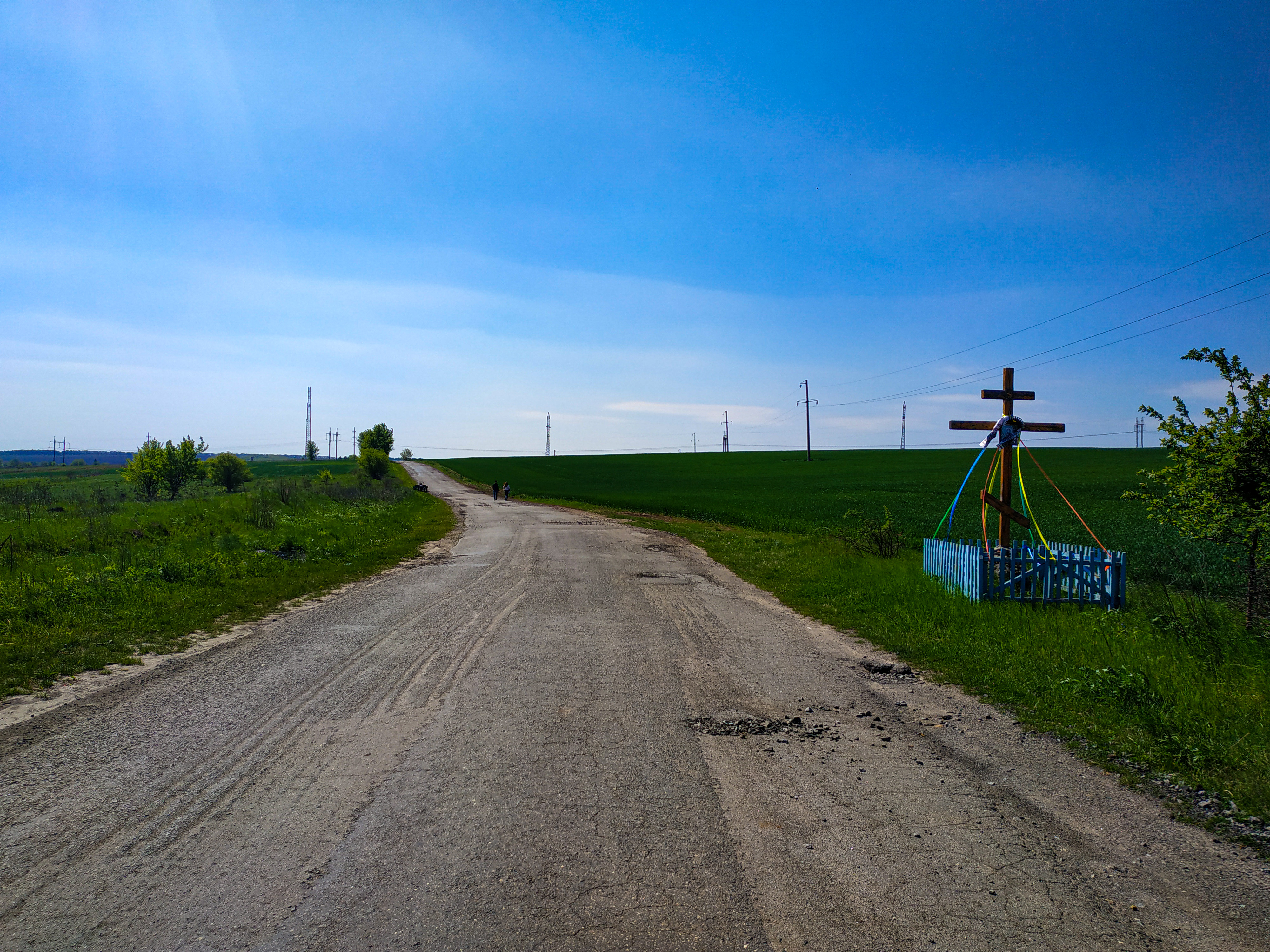
Дорога на село
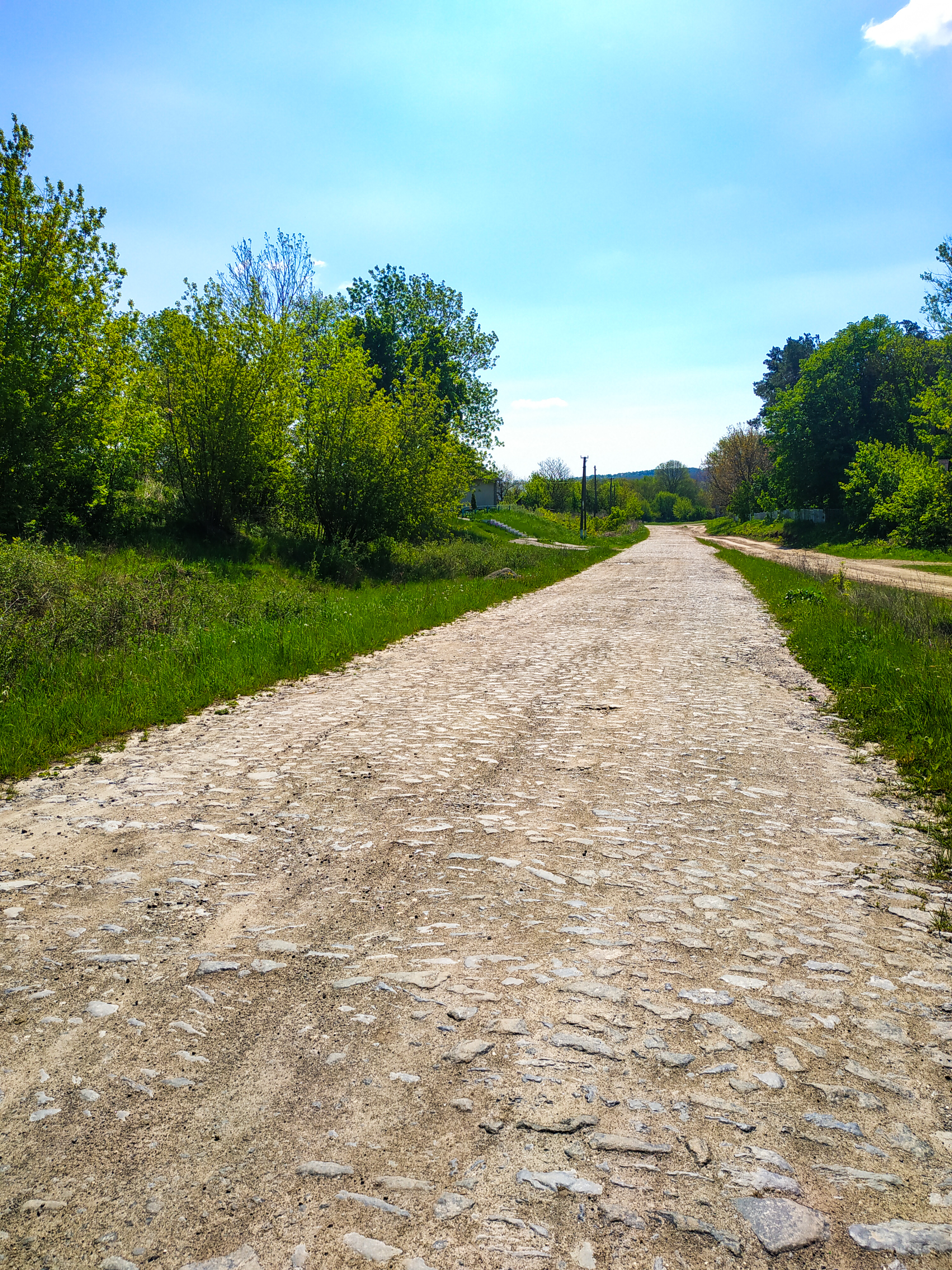
Бруківка
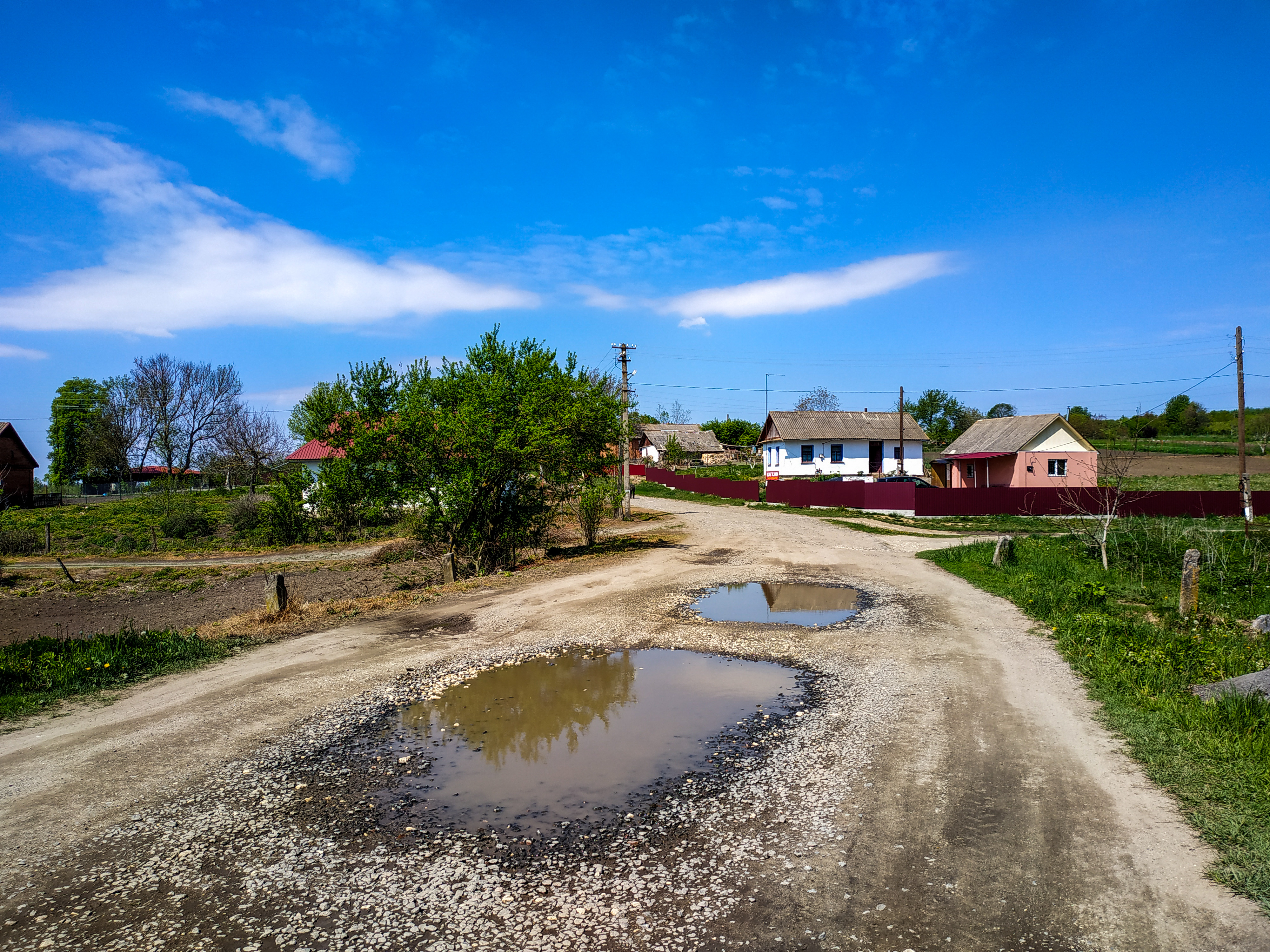
Вулиця Гагаріна
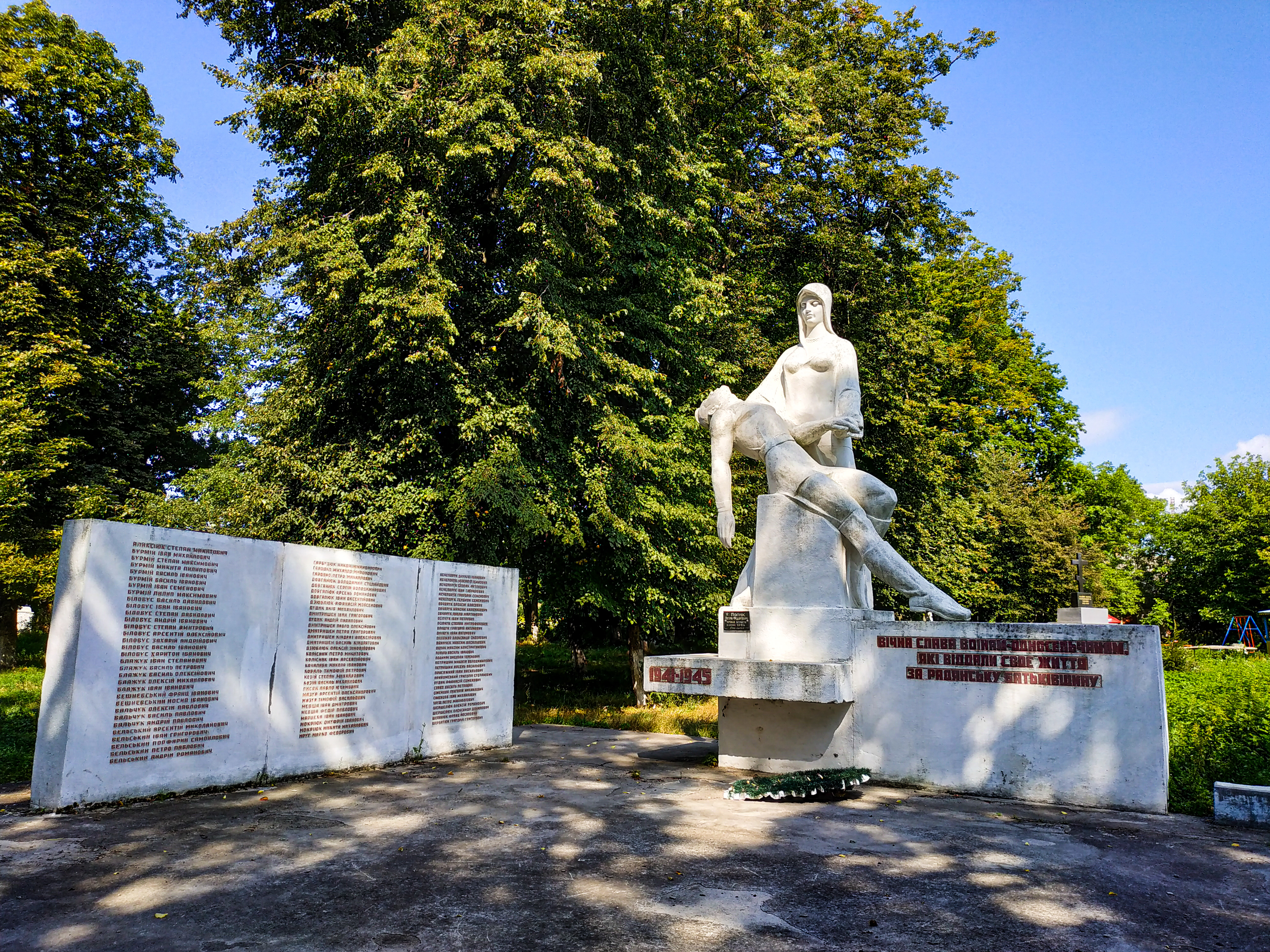
Меморіал воїнам-односельчанам
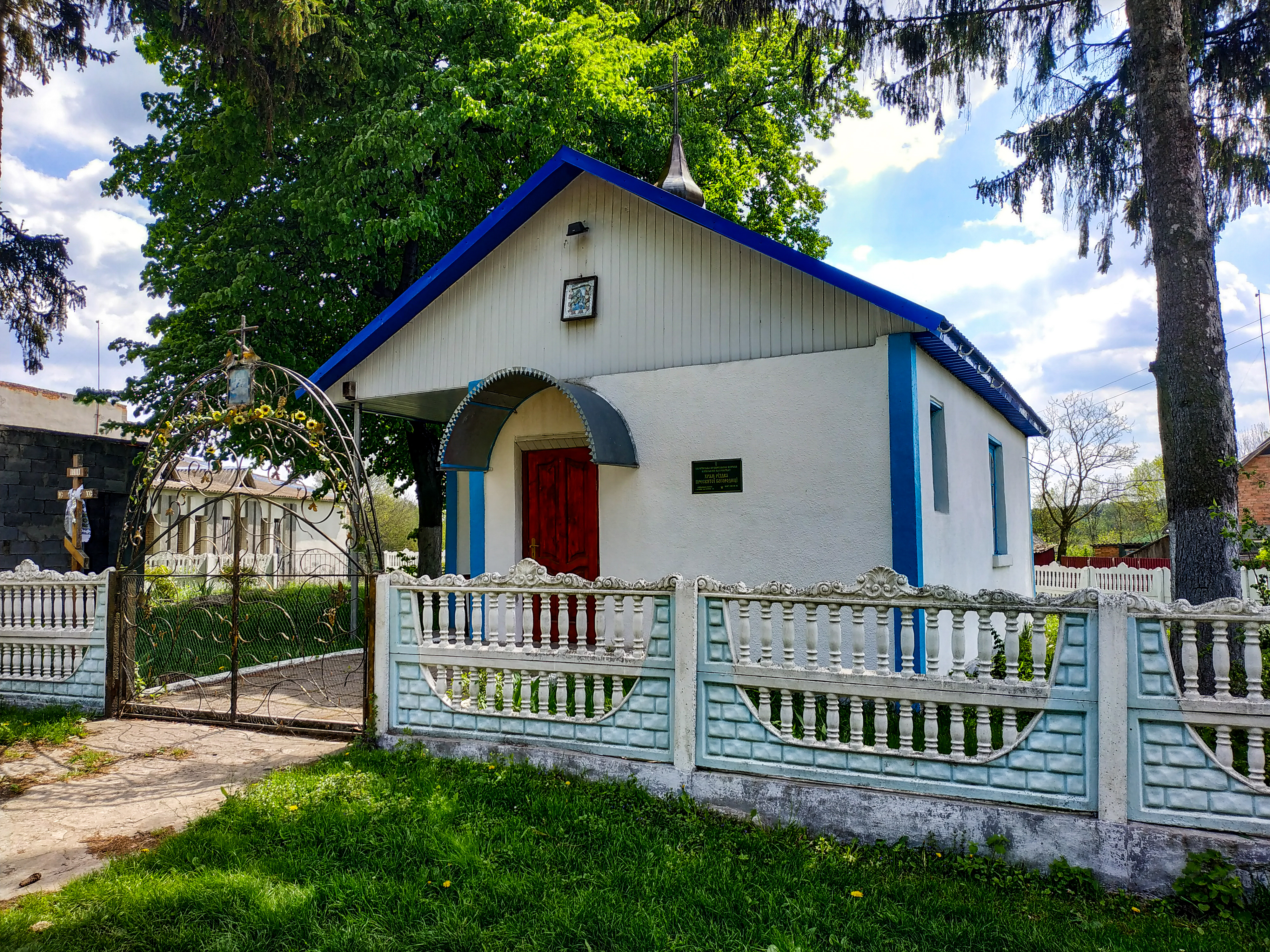
Церква
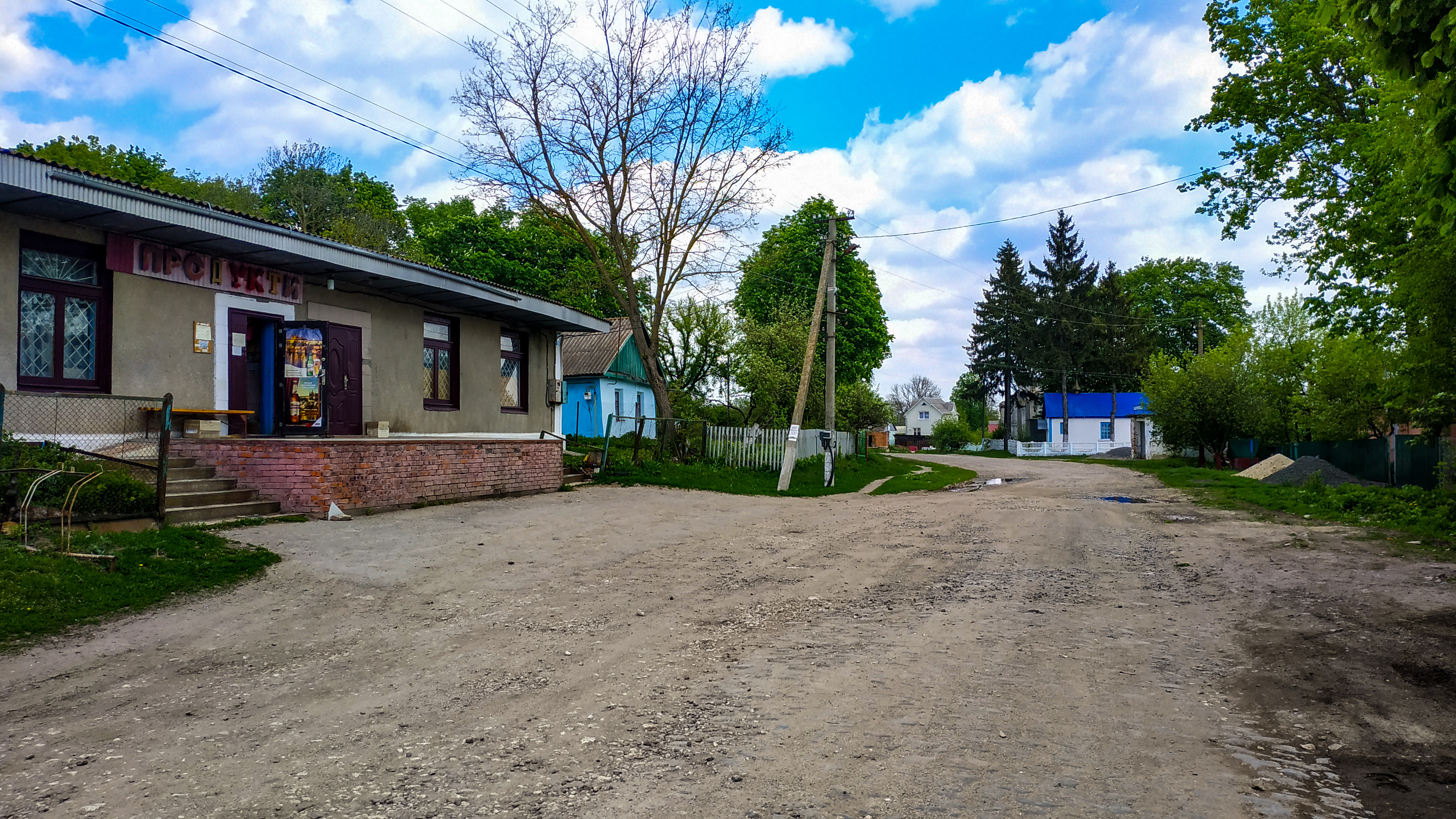
Магазин та церква у центрі села
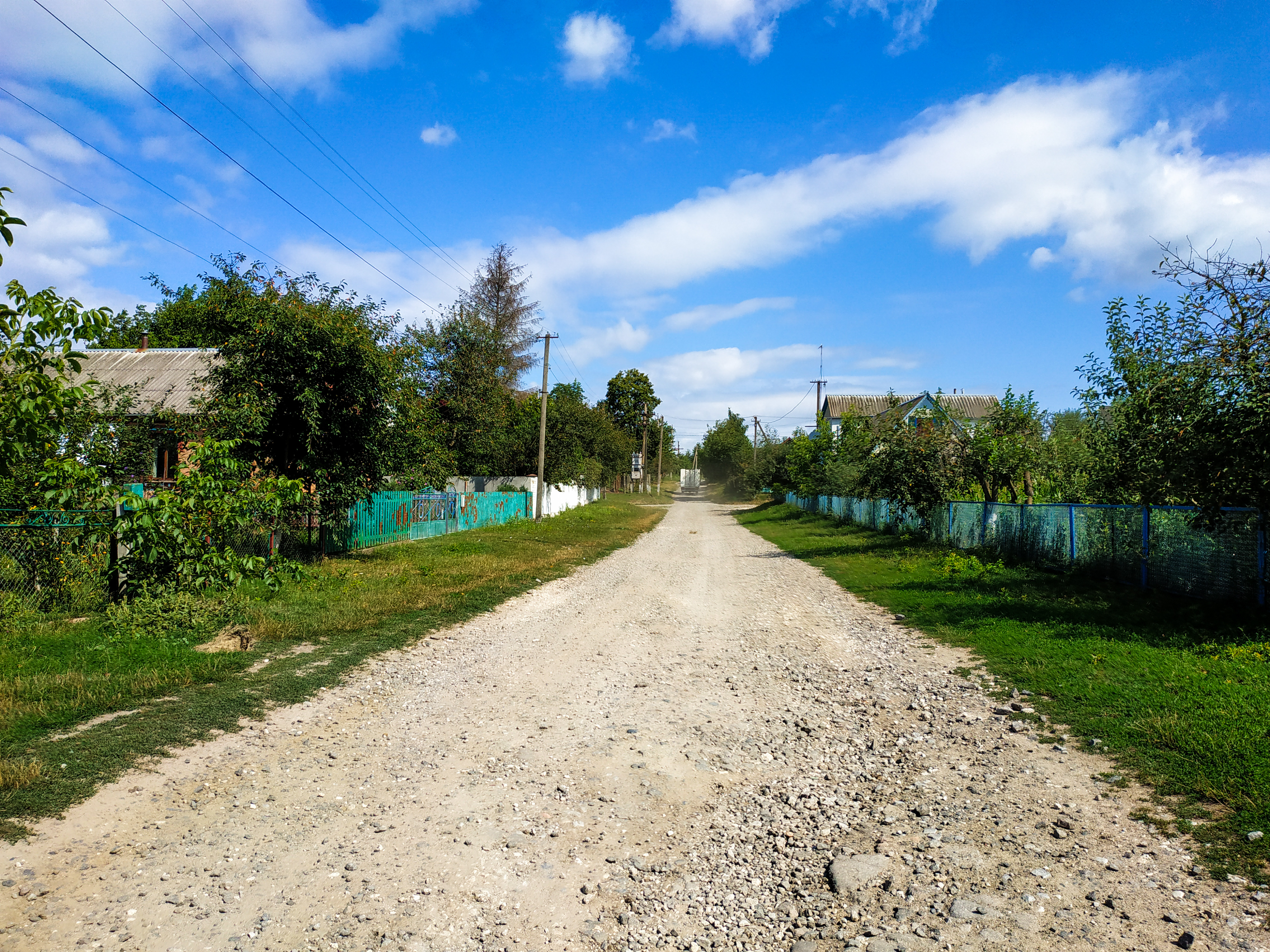
Вулиця в Шумівцях
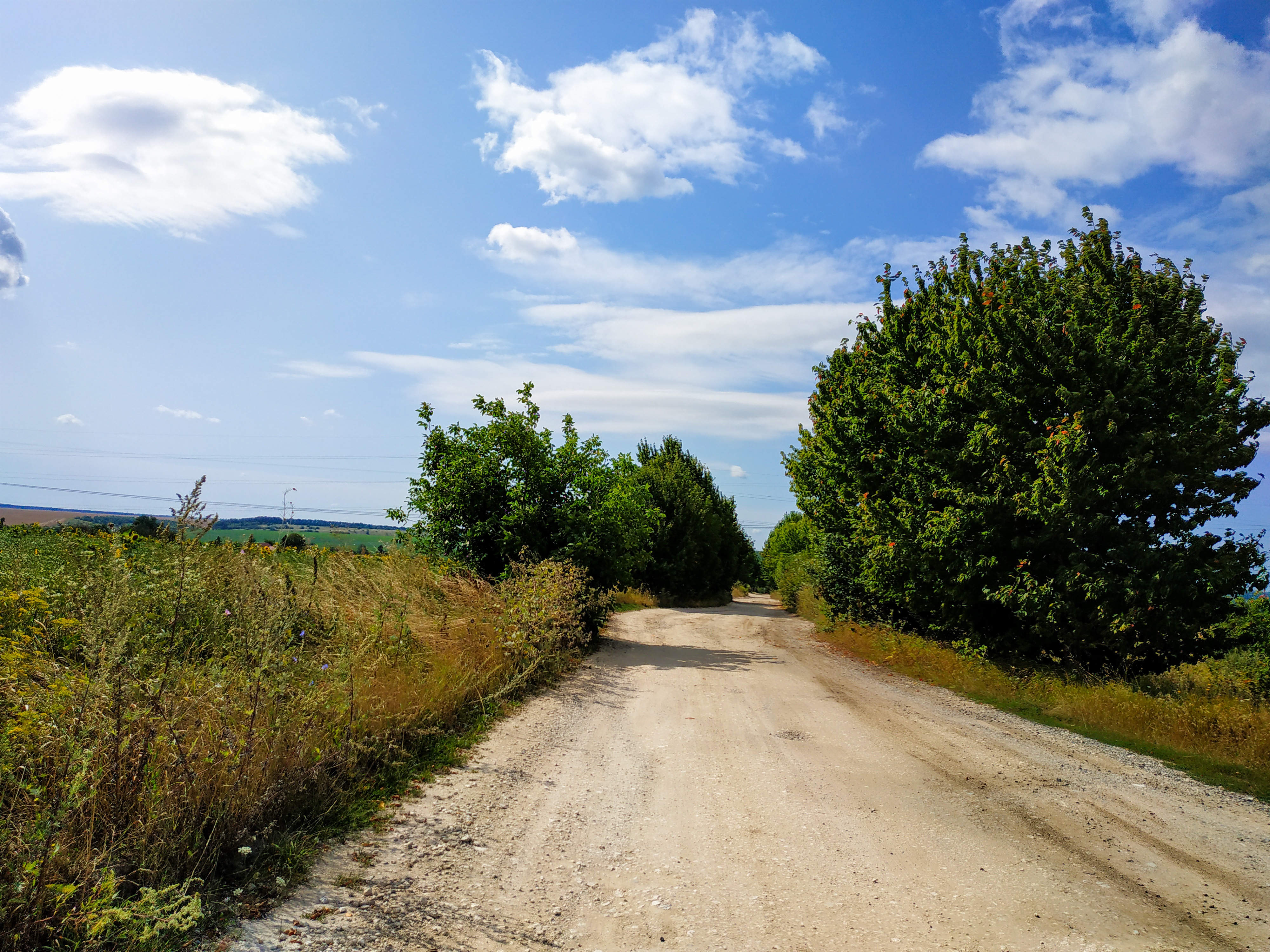
Сільська дорога
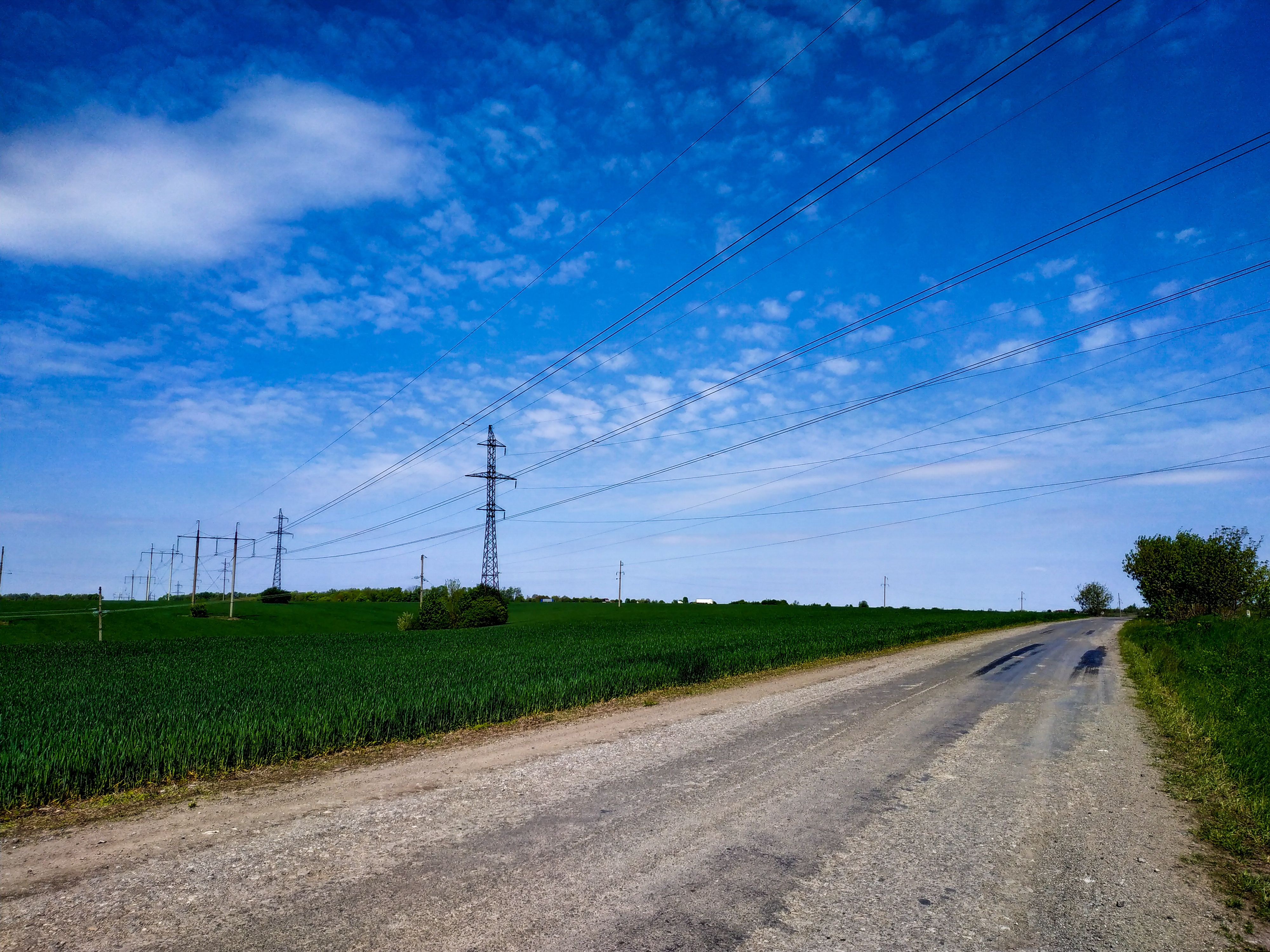
Дорога зі села